# Unia Majorkańska
Unia Majorkańska (kat. Unió Mallorquina, hiszp. Unión Mallorquina) – centroprawicowa regionalistyczna partia polityczna działająca na Majorce i na terenie archipelagu Balearów.

## Historia
Została założona w październiku 1982 z inicjatywy Jeronima Albertí Picornella jako kontynuatorka działającej na Wyspach Unii Centrum Demokratycznego (hiszp. Unión de Centro Democrático). W 1993 doszło do fuzji ugrupowania z Unią Niezależności Majorki (kat. Unió Independent de Mallorca) i Zgodnością Balearską (kat. Convergència Balear). W 1999 do sojuszu przystąpili Niezależni za Minorką (kat. Independents per Menorca). W 2002 zostało podpisane porozumienie o współpracy UM ze Związkiem Centrystów Minorki (kat. Unió Centristes de Menorca).
Obecnie na czele ugrupowania stoi Miquel Àngel Flaquer. Przewodniczącą honorową jest Maria Antònia Munar, minister kultury z nominacji PP i przewodnicząca Rady Wyspiarskiej, a obecnie marszałek Parlamentu Wysp Balearskich.

## Program i usytuowanie na scenie politycznej regionu
Jako klasyczna partia centrowa wchodzi w sojusze z prawicą i lewicą. W latach 1987–1991 popierała rząd tworzony przez Partię Ludową, później lewicowy gabinet Francesca Anticha (1999–2003). Prezydent Rady Wyspiarskiej jest od 1995 nominowany przez UM. Jest członkiem Międzynarodówki Liberalnej.

## Poparcie
W wyborach lokalnych i regionalnych z 2007 uzyskała prawie 32 tys. głosów (7,45% w skali archipelagu), co przełożyło się na wybór 88 radnych. W głosowaniu do parlamentu na UM padło 28 tys. i 6,75% głosów, co dało jej 3 mandaty w legislatywie. Również trzej deputowani reprezentują UM w Radzie Wyspiarskiej Majorki (zdobyła w nich 33 tys. głosów i 9,89%)